# サラタメ
サラタメは、合計登録者70万人超えのサラリーマンYouTuber。
書籍解説チャンネルや転職情報チャンネルなど、複数のYouTubeチャンネルを運営。「サラリーマンのタメに」というコンセプトで情報発信をしており、名前の由来でもある。顔出しはせず、イラストアイコンで活動している。
著書として『真の「安定」を手に入れる シン・サラリーマン――名著300冊から導き出した人生100年時代の攻略法（ダイヤモンド社）』を2021年12月に出版。

## 経歴
1990年生まれ。2012年に新卒で東証一部上場企業に入社し、おもにマーケティングを担当。
そこでパワハラを受ける過酷な環境が続いたため、転職を決意。転職後に副業を開始し、2018年12月に副業として自身のYouTubeチャンネル「サラタメさん【サラリーマン YouTuber】」を開設。ビジネスパーソン向けて、オススメ書籍の解説をしている。
約2年でチャンネル登録者50万人を達成。そのYouTubeでの実績が認められ、2021年5月にCyberOwlが運営するWebメディア『新R25』へ業務委託社員として転職。
2022年3月には、サブチャンネルで「新R25から転職して、採用支援の会社に転職した」と話しているが、社名は公表されていない。

## 著書
『真の「安定」を手に入れる シン・サラリーマン──名著300冊から導き出した人生100年時代の攻略法』（ダイヤモンド社、2021年12月8日発売、ISBN 978-4-47-811434-6）

## 出演

### Webメディア
- サラタメ｢大企業より週3勤＆副業｣選ぶ本当の訳～鳥の目で人生を俯瞰する最強ライフシフト戦略～ （2021年12月24日）[1]
- ビジネス書は目次が9割！オリラジあっちゃんも絶賛の人気YouTuberの読書術（2020年8月29日）[2]
- 「転職エージェントは全員が使うべき」サラタメが数々のしくじりから学んだ”ホワイト転職”の極意（2020年9月26日）[3]
- YouTuberを副業にしたいサラリーマン必見！成功者に学ぶ両立のコツ（2020年3月30日）[4]
- 「ウソをつく回数」を数えたとき働き方が変わった！サラタメさんの考える「会社に求めすぎない働き方」とは（2021年2月5日）[5]
- 最高に楽しい！死ぬほどツラい！サラタメさんの仕事論——仕事は振り幅があるからこそ楽しい（2021年2月9日）[6]
- 【人気】YouTuberサラタメさんの、地に足ついたキャリア戦略（2021年7月25日）[7]
- これからの就職、転職とは? _「この会社ブラックかも? 」と思ったらこう動く!（2021年4月2日）[8]
- これからの働き方とは? _昭和な上司はなぜテレワーク嫌いなのか（2021年4月8日）[9]
- これからの会社の選び方＿ブラック企業とホワイト企業、どう見分ける?（2021年4月7日）[10]
- ユーチューバーのサラタメに、「人生という無理ゲー」の攻略法を聞いた（2021年2月10日）[11]
- 会社員が月40万円の副収入を稼げた、YouTube副業2つの方法（2020年1月25日）[12]